# Strzegów (województwo lubuskie)
Strzegów (niem. Strega, łuż. Stśěgow) – wieś w Polsce położona w województwie lubuskim, w powiecie krośnieńskim, w gminie Gubin.
W latach 1975–1998 miejscowość położona była w województwa zielonogórskiego.

## Historia
Pierwsza wzmianka o miejscowości pojawiła się w dokumentach w 1300 roku pod nazwą (niem. Strigowe). Właścicieli wsi w XIV i XV wieku wymienia się gubeńskich obywateli Budinsina, Franka i Lista. W końcu XIX wieku (1866 – 1898) majątek rycerski został podzielony. Do wsi należały: kolonia, folwark i dwa młyny wodne (młyn w zaroślach i nowy). Wokół długiego stawu wiejskiego przebiega główna droga, na której skraju stoją lipy).
W 1939 roku w Strzegowie mieszkało 590 osób. Komendantem miejscowości od lipca 1945 roku był ppor. Marian Listwoń, dowódca 2. Kompanii strzeleckiej 38. Pułku Piechoty. W 1945 roku został utworzony 2 Oddział Ochrony Pogranicza, a w Strzegowie powstaje 27 strażnica, która podlegała 6. Komendzie Odcinka w Sękowicach. W 1950 roku powstała 9 Brygada WOP, a w Gubinie 92. Batalion WOP w skład, którego wchodziła strażnica w Strzegowie. W 2002 roku strażnice w Strzegowie i Polanowicach zostały połączone, a ich siedzibą zostały Polanowice.
W czerwcu 1946 roku powstała w Strzegowie szkoła podstawowa oraz utworzona z pierwszych osadników Ochotnicza Straż Pożarna, która na początku swojej działalności posiadała na wyposażeniu konny wóz z ręczną sikawką, kilka węży, szpadle, bosaki, siekiery i kombinezony. W 1976 roku wybudowana została remiza strażacka, a w 2004 roku strażacy otrzymali sztandar ufundowany przez władze gminy, który wręczył prezes ZW OSP Edward Fedko.
W latach 1954–1958 była tu Gromadzka Rada Narodowa z siedzibą w Markosicach.
W 1955 roku we wsi powstała Rolnicza Spółdzielnia Produkcyjna „Nysa” oraz dokonano klasyfikacji i regulacji gruntów.
W 1969 roku w Strzegowie istniał punkt felczerski Wiejskiego Ośrodka Zdrowia w Grabicach, a w 1999 roku utworzono Wiejski Ośrodek Zdrowia, jako filię SPZOZ w Stargardzie Gubińskim. 17 listopada oddano do użytku wodociąg. W 1988 roku wieś liczyła 305 mieszkańców, w 1999 roku 295, a w 2000 roku 308.

### Zabytki
Do wojewódzkiego rejestru zabytków wpisany jest:
- kościół parafialny pod wezwaniem świętego Antoniego, z XV wieku w stylu późnogotyckim zbudowany z kamieni polnych[6][7]. W czasach późniejszych był wielokrotnie przebudowywany. Do 1945 roku świątynia znajdowała się w rękach protestantów, a następnie katolików[4]. Jest salowym obiektem założonym na planie prostokąta, z wieżą od zachodu, zakrystią od północy i kruchtą od południa. Dachy dwuspadowe nakrywają korpus i zakrystię, a hełm namiotowy o rozszerzonej dolnej partii połaci wieńczy wieżę[4]. Posiada prostokątny zarys i otynkowaną fasadę. Do średniowiecznych pozostałości zalicza się krzyż wykonany z granitu[6]. Wewnątrz kościoła znajduje się obraz Świętego Antoniego, patrona parafii[7], ambona z początku XIX wieku, ołtarz główny, organy i ławki z początku XX wieku, dziewiętnastowieczna chrzcielnica, kropielnica z trzeciej ćwierci XIX stulecia[15]. W maju 1957 roku parafię erygowano, a 17 czerwca 2007 roku obchodzono uroczyście jej 50-lecie z udziałem ordynariusza biskupa Adama Dyczkowskiego[7].